# Regina Porter
Pour les articles homonymes, voir Porter.
Regina Porter est une auteure américaine née à Savannah, en Géorgie.

## Biographie

### Formation
Son intérêt pour l'écriture commence en écoutant et en observant les membres de sa famille, ses voisins et ses amis. Elle est notamment attentive au changement des attitudes et des modes d'expression selon le contexte.
Elle suit les cours du Master of Fine Arts de l'université de l'Iowa dans le cadre de l'Iowa Writers' Workshop, un programme d'écriture créative qui compte parmi ses anciens élèves Jane Smiley et Philip Roth. Récipiendaire de la bourse d'études Rae Armour West en 2017, elle est également retenue par l'éditeur Tin House dans le cadre des Tin House Awards, qui offrent à de jeunes auteurs prometteurs le bénéfice d'un programme estival d'écriture en compagnie d'écrivains reconnus,.

### Activité principale
D'abord scénariste et auteure dramatique, elle collabore avec la télévision et plusieurs compagnies de théâtre : Joseph Papp Theatre, Woolly Mammoth Theatre Company, Horizon Theatre Company...

### Premier roman: The Travelers
Après plusieurs ébauches de romans qui la laissent insatisfaite et, selon ses propos, ne « sortiront pas de ses tiroirs », elle publie The Travelers en 2019. Cette fresque familiale qui se déroule à travers les États-Unis, des années cinquante au premier mandat de Barack Obama, est traduite en français par Laura Derajinski sous le titre Ce que l'on sème et publiée chez Gallimard la même année, dans la collection Du Monde entier. L'éditeur la publie en format poche sous la marque Folio, en 2021. Ce premier roman est accueilli favorablement, particulièrement en France lors de la rentrée littéraire en 2019,,,. Regina Porter reconnaît l'influence de Toni Morrison, William Faulkner mais aussi Anthony Marra et W. G. Sebald. "Ce que l'on sème" figure dans la sélection du Grand prix de Littérature américaine en 2019 et du Prix Orwell en 2020.
Ses textes de fiction ont été publiés dans The Harvard Review et Tin House Magazine.
Regina Porter vit à Brooklyn, New-York.